# Susan Goldberg
Susan Goldberg   (Michigan, 1960) és una periodista nord-americana, antiga editora en cap de National Geographic Magazine i actual presidenta i directora general de la WGBH Educational Foundation, el proveïdor més gran de programació de PBS. Abans d'unir-se a National Geographic, Goldberg va treballar a Bloomberg i USA Today. És una defensora de la narració d'històries multiplataforma.

## Educació
Goldberg va créixer a Ann Arbor, Michigan en una família jueva, i es va enamorar del periodisme quan a vuitè grau va escriure un article titulat "Oportunitats en el periodisme". Goldberg creu que l'èxit de la seva carrera va començar quan tenia 20 anys al Seattle Post-Intelligencer, quan va ser contractada per a fer unes pràctiques de vuit setmanes a temps complet com a reportera. Per fer la feina al diari va abandonar la universitat. Goldberg finalment es va graduar a la Universitat Estatal de Michigan el 1987 amb una llicenciatura en periodisme. Des de llavors, ha establert la beca Susan Goldberg. És membre de la junta directiva d'antics alumnes de la Facultat d'Arts i Ciències de la Comunicació. El 2015, Goldberg va tornar a l'estat de Michigan per pronunciar el discurs de graduació.

## Carrera
Goldberg es va traslladar al Detroit Free Press de Michigan, on es va convertir en la primera dona a ser enviada a Lansing, la capital de l'estat, on va cobrir el governador i la legislatura. Simultàniament, va acabar la seva carrera a la Universitat Estatal de Michigan. Després es va traslladar a San Jose Mercury News de Califòrnia, com a periodista, on va tenir un paper clau en la cobertura del diari sobre el terratrèmol de Loma Prieta, que va guanyar un premi Pulitzer. El 1989 es va incorporar a USA Today i, durant deu anys, va treballar a News, Life i Enterprise. Goldberg acabaria esdevenint directora adjunta de l'editor a l'USA Today.
Després d'11 anys de matrimoni, el primer marit de Goldberg va morir el 1999. Va tornar al San Jose Mercury News per convertir-se en editora en cap. El 2007 va dimitir per unir-se a The Plain Dealer de Cleveland. Quan Goldberg va deixar The Plain Dealer, li va saber greu: "en poc temps, m'he enganxat profundament a Cleveland".
El 2010, Bloomberg s'hi va posar en contacte i el que va començar com una feina a la costa oest va resultar en convertir-se en editora executiva de l'oficina de Washington de Bloomberg. Sobre el seu lideratge editorial, Frank Bass va dir que "Goldberg va demostrar que la paciència i l'entusiasme no són trets mútuament exclusius". Durant el 2012 i el 2013, Goldberg va ser president de la Societat Americana d'Editors de Notícies, centrant-se en el desenvolupament de joves líders del periodisme. Goldberg va ser elegida com una de les 11 dones més influents de Washington als mitjans de comunicació per la revista Washingtonian el 2013.
El mandat de Goldberg com a editora en cap de National Geographic va acabar el 2022, i després va ocupar un lloc com a professora i vicedegana a la Walter Cronkite School of Journalism de la Universitat Estatal d'Arizona. El desembre de 2022, va ser nomenada presidenta i consellera delegada de WGBH, en substitució de Jon Abbot com la primera dona a dirigir la fundació.

## National Geographic
La revista National Geographic es va publicar per primera vegada l'octubre de 1888. El 2014 Goldberg es va convertir en la desena editora de la revista. Va ser la primera dona que va editar la revista des que es va publicar per primera vegada el 1888. També és la primera editora en cap jueva de la revista. Amb Goldberg al capdavant, va guanyar un National Magazine Award al millor lloc web i el George Polk Award pel millor reportatge. Goldberg va rebre el premi Excepcional Woman in Publishing 2015.
El gener de 2017 el National Geographic va publicar un número que explorava qüestions de gènere, "Gender Revolution". L'edició va ser preseleccionada per a un Premi Pulitzer, per haver fet "una exploració profunda i sensible del gènere a tot el món, utilitzant una fotografia notable, un vídeo en moviment i una escriptura clara per il·luminar un tema que és alhora familiar i mal entès". Va rebre una considerable atenció mediàtica, i va provocar molts comentaris dels lectors, als quals Goldberg va respondre. L'any 2018, "Gender Revolution" va guanyar els premis Millors notícies i política i Millor elecció dels lectors de portades al concurs de portades ASME.
El 2017, la revista Washingtonian va seleccionar Goldberg com una de les dones més poderoses de Washington. És membre de la junta del Comitè de Reporters per a la Llibertat de Premsa. També forma part de la junta del National Museum for Women in the Arts de Washington.
El 2022, Goldberg va deixar el seu càrrec d'editora en cap de National Geographic.

## Vida personal
Goldberg està casada amb Geoffrey Etnire, un advocat immobiliari, i viuen a Washington, DC.